# Sumberan (Besuk)
Sumberan is een bestuurslaag in het regentschap Probolinggo van de provincie Oost-Java, Indonesië. Sumberan telt 2434 inwoners (volkstelling 2010).